# Serhij Symonenko
Serhij Jurijowycz Symonenko, ukr. Сергій Юрійович Симоненко (ur. 12 czerwca 1981 w Kupiańsku w obwodzie charkowskim, Ukraińska SRR) – ukraiński piłkarz grający na pozycji obrońcy, reprezentant Ukrainy.

## Kariera piłkarska

### Kariera klubowa
Wychowanek Internatu Sportowego w Kijowie. Po ukończeniu nauki wyjechał do Izraela w poszukiwaniu klubu, ale został zaproszony przez jednego z trenerów do Rosji. W 1999 rozpoczął karierę piłkarską w klubie Torpedo Moskwa, ale występował przeważnie w drużynie rezerwowej. W 2002 został piłkarzem Ałanii Władykaukaz, ale i w nim nie zrobił kariery, dlatego powrócił do Ukrainy, gdzie podpisał kontrakt z Czornomorcem Odessa. W 2007 przeniósł się do Arsenału Kijów. 21 stycznia 2013 r. jako wolny agent podpisał kontrakt z FK Sewastopol. 27 listopada 2013 opuścił sewastopolski klub. Zimą 2014 wyjechał do Uzbekistanu, gdzie 12 lutego 2014 został piłkarzem Bunyodkoru Taszkent. W grudniu 2014 roku opuścił uzbecki klub jako wolny agent, a następnie zakończył karierę piłkarza.

## Kariera reprezentacyjna
18 lutego 2004 roku debiutował w narodowej reprezentacji Ukrainy w zremisowanym 1:1 meczu towarzyskim z Libią. Łącznie rozegrał 2 gry reprezentacyjne. Wcześniej występował w młodzieżowej reprezentacji Ukrainy.

## Sukcesy i odznaczenia

### Sukcesy klubowe
- brązowy medalista Mistrzostw Ukrainy: 2006

### Sukcesy reprezentacyjne
- uczestnik Mistrzostw Świata U-20: 2001